# Прой-Балма
Прой-Балма́ (рос. Прой-Балма) — присілок у складі Селтинського району Удмуртії, Росія.

## Населення
Населення — 29 осіб (2010; 87 в 2002).
Національний склад станом на 2002 рік:
- удмурти — 83 %

## Урбаноніми[3]
- вулиці — Кільмезька, Прой-Балминська